# 갈리시아인

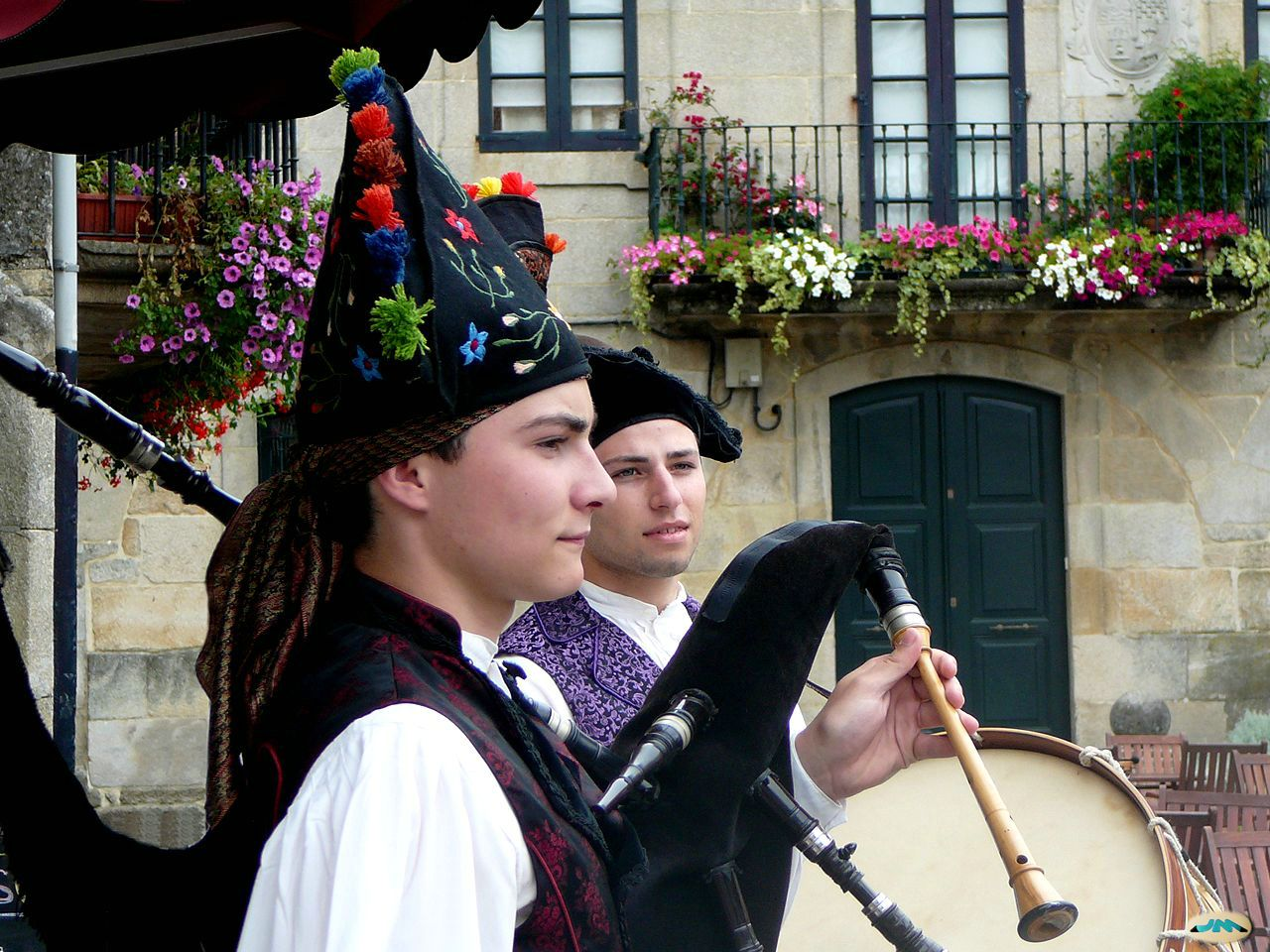
갈리시아의 백파이프 연주자들

갈리시아인(갈리시아어: galegos, 스페인어: gallegos)은 주로 이베리아반도의 갈리시아 지역에 거주하는 민족이다. 역사적 이유로 스페인의 다른 지역과 유럽, 아메리카 등으로도 널리 이주하였다. 갈리시아어는 고대 로마의 갈라이키아(Gallaecia)에서 쓰이던 라틴어에서 파생된 로망스 언어로, 이들의 모어이자 정체성의 한 상징이다. 이 언어는 포르투갈어와 기원을 공유하며 실제로 가장 유사성이 높은데, 그래서 종종 갈리시아인과 포르투갈인은 가장 가까운 친척 관계로 여겨진다.

## 같이 보기
- 갈리시아 민족주의
- 스페인인
- 스페인의 민족